# Vincenzo D'Andrea
(Descrizione fatta dal Barone di Modene)
Vincenzo D'Andrea (Napoli, ... – Napoli, 1648) è stato un avvocato italiano, una delle menti della Rivoluzione napoletana del 1647-1648.

## Biografia
Figlio di Laerzio, di professione chirurgo, Vincenzo D'Andrea fu tra i consultori segreti di Masaniello e una delle menti dei tumulti di luglio. Fu nominato da Gennaro Annese suo consigliere insieme ad Antonio Basso e Salvatore Di Gennaro.
L'aspirazione di D'Andrea era la creazione di una repubblica sul modello olandese, un modello estraneo alla tradizione napoletana ma visto con favore da molti esponenti del gruppo dirigente rivoluzionario.
Il 29 ottobre 1647 D'Andrea abbandonò tutte le cariche della nuova repubblica, conservando solo quella di 'Provveditore generale' che mantenne fino al termine dell'insurrezione. In tale veste D'Andrea mantenne il controllo della tumultuosa metropoli e riuscì ad assicurare i rifornimenti alimentari.
Il 4 novembre pubblicò un disegno costituzionale di tipo federale, secondo il quale nelle province si dovevano eleggere dei delegati per il governo centrale. La Repubblica si sarebbe configurata così come una federazione di città sotto la direzione della capitale, retta in prospettiva da una rappresentanza di cittadini «popolari».
Il viceré Don Giovanni D'Austria, nel tentativo di intavolare un accordo con il popolo, contattò Vincenzo D'Andrea e Francesco Antonio Scacciavento, ma ricevette un netto rifiuto.
Nel marzo 1648 il duca di Guisa scoprì un complotto per ucciderlo in cui era implicato D'Andrea, con Gennaro Pinto e Francesco Di Regina; Pinto fuggì nella parte spagnola, Di Regina fu decapitato, e D'Andrea, costretto a fuggire con il fratello Francesco, si nascose in vari chiese e conventi fino al 6 aprile, quando gli spagnoli entrarono in città.
Fu nominato Presidente della Sommaria e Provveditore generale dell'Arsenale da Giovanni D'Austria per l'opera da lui svolta, insieme a Francesco Filomarino, Principe della Rocca, in favore del partito regio (spagnolo). 
Secondo il Capecelatro il D'Andrea fu avvelenato dopo il 6 aprile dagli spagnoli, nell'opera di restaurazione che puntava a colpire i capipopolo, non giudicandosi espediente al servizio del suo Re, come uomo di svegliato e torbido ingegno, di farlo vivere, per quello che nei futuri tempi avvenir potea. Sempre secondo il Capecelatro, il veleno somministratogli lo fece impazzire, e lo condusse poco dopo alla morte.